# Otto Grautoff
Otto Grautoff est un historien d'art allemand né à Lübeck le 31 mai 1876 et mort à Paris le 27 avril 1937.

## Biographie
Fils d'un libraire de Lübeck, petit-fils de Ferdinand Heinrich Grautoff, bibliothécaire de Lübeck. Otto Grautoff épousa Erna Heinemann (1888-1949), elle aussi historienne d'art. Le couple eut trois filles : Barbara, Uta et Christiane. Cette dernière, actrice de cinéma, (1917-1974) épousa le dramaturge Ernst Toller (1893-1939).
En 1914, il publie son maître ouvrage, un essai sur le peintre Nicolas Poussin.
Proche d'Ida Boy-Ed, attiré par la culture française, Otto Grautoff fonde en janvier 1928 l'association francophile Deutsch-Französische Gesellschaft (de) qui fut dissoute avant la Seconde Guerre mondiale. Ayant choisi d'émigrer au moment de l'arrivée du nazisme, Grautoff meurt à Paris en 1937.

## La table de couleurs de Grautoff
L'essai sur la vie et l'œuvre de Nicolas Poussin est publié en 1914, illustré de 160 photographies en noir et blanc. Pour tenter de donner au lecteur une idée de l'emploi de la couleur par l'artiste, Otto Grautoff s'astreignit à un travail de numérotation des couleurs de chaque tableau grâce à un papier japon transparent amovible que l'on pouvait placé au-dessus des images. Cette table des couleurs (Farben Tafel') placée à la fin des planches donne une équivalence grâce à un échantillon coloré. Le travail effectué, la finesse de l'analyse et la conscience professionnelle de cet auteur sont remarquables.

Extrait du Nicolas Poussin
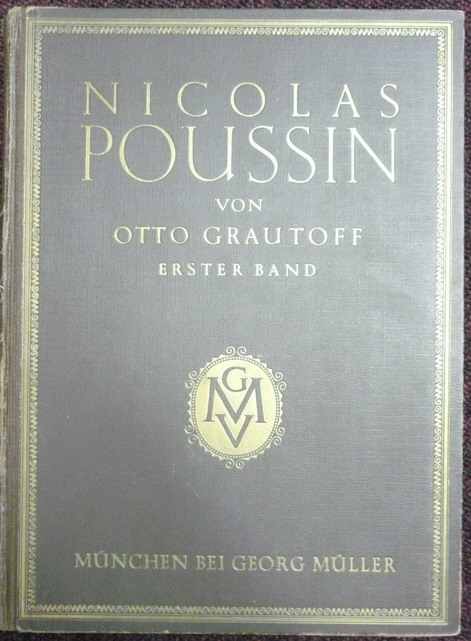
Couverture du volume 1 de l'essai sur Nicolas Poussin (Georg Müller, Munich, 1914)
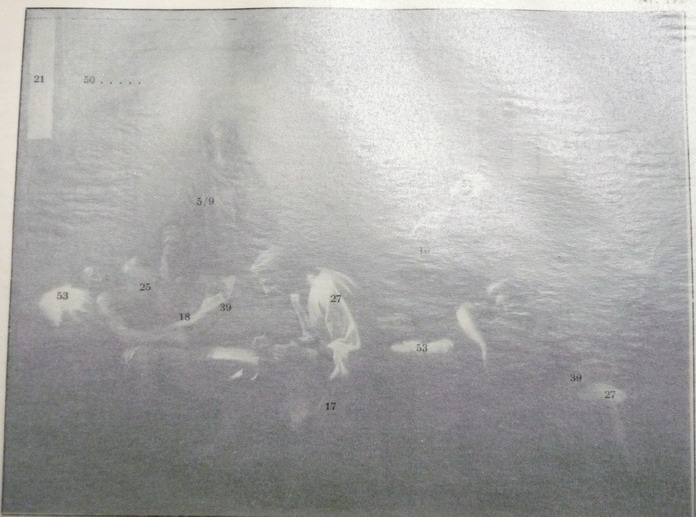
Papier japon, avec les numéros, au-dessus d'une reproduction du Testament d'Eudamidas
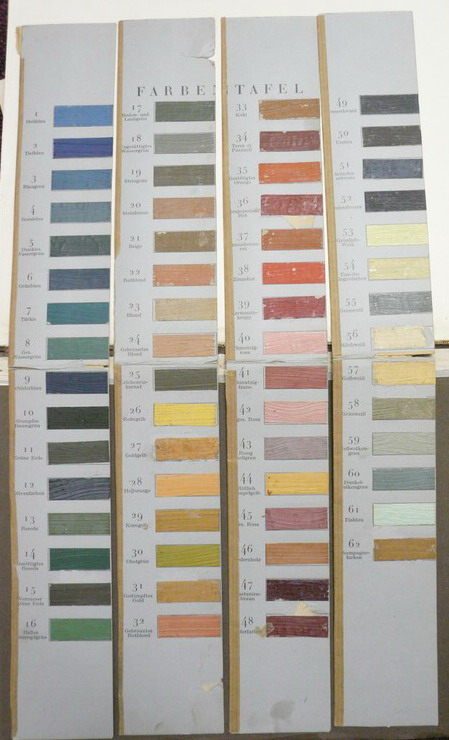
Table des couleurs.